# Rémy II de Lyon
Pour les articles homonymes, voir Rémy.
Rémy II est archevêque de Lyon au Xe siècle.

## Biographie
Dans une charte datée du 27 août 925, il consent avec le comte Guillaume à une donation faite de quatre curtils et vignes ainsi qu'un anniversaire en la fête de Saint-Martin à l'église de Courzieu par le seigneur Andelfred, sa femme Richborge et leur fils Sévère à l'abbaye de Savigny (Rhône). Mais ce comte peut tout aussi bien être Guillaume "le Pieux" également comte d'Auvergne, comté alors étroitement associée avec la partie ouest du comté de Lyon.